# Замок Каркус
За́мок Ка́ркус (нем. Ordensburg Karkus), также орденский замок Ка́ркси (эст. Karksi ordulinnus) — замок Ливонского ордена, который находится на территории современной Эстонии.
Предполагается, что прежде на замковой горе находилось знатное городище эстов. Водное препятствие и крутой склон служили для замка хорошей преградой от врагов. 
Ливонский замок был построен в XIII веке и стал одним из самых важных мест в истории Прибалтики. До наших дней сохранились лишь развалины возле небольшого города Каркси-Нуйа (эст. Karksi-Nuia), в уезде Вильяндимаа. 
В средние века замок владел мызой Хеймталь.
Руины замка (городища) и ров вокруг него внесены в Государственный регистр памятников культуры Эстонии.

## Месторасположение
Замок Каркси расположен неподалеку от Каркси-Нуйа, небольшого города в южной части уезда Вильяндимаа на юге Эстонии. Расположен на двух высоких холмах над озером. Озеро находится к юго-западу от замка. Северо-восточная часть замка расположена вдоль дороги от бывшего семейного кладбища семьи Ливенс (Lievens).

## Архитектура
Укрепления на северной вершине исполняли роль форбурга. От них к настоящему времени мало что сохранилось. Замок Каркси со всех сторон окружен каменной стеной. 

### Башни
Основное внимание строители  уделили северо-востоку замка, где свели три башни. Лучше всего сохранилась  самая укреплённая башня — центральная, которая располагалась возле врат. Восточная башня — располагалась дальше, где стены сворачивают на юго-запад. На стене над воротами также были оборудованы места для обороняющихся, рядом с которыми находилась — Северная башня, для их защиты с фланга.

### Ров
Крепость состояла из укрепленного замка и форбурга. Между ними находился ров, через который был перекинут подъемный мост. Ров был выкопан с северо-восточной стороны, переходящий на юге и на севере в естественные обрывы, поэтому подъём к стенам замка был затруднён с любой стороны. 

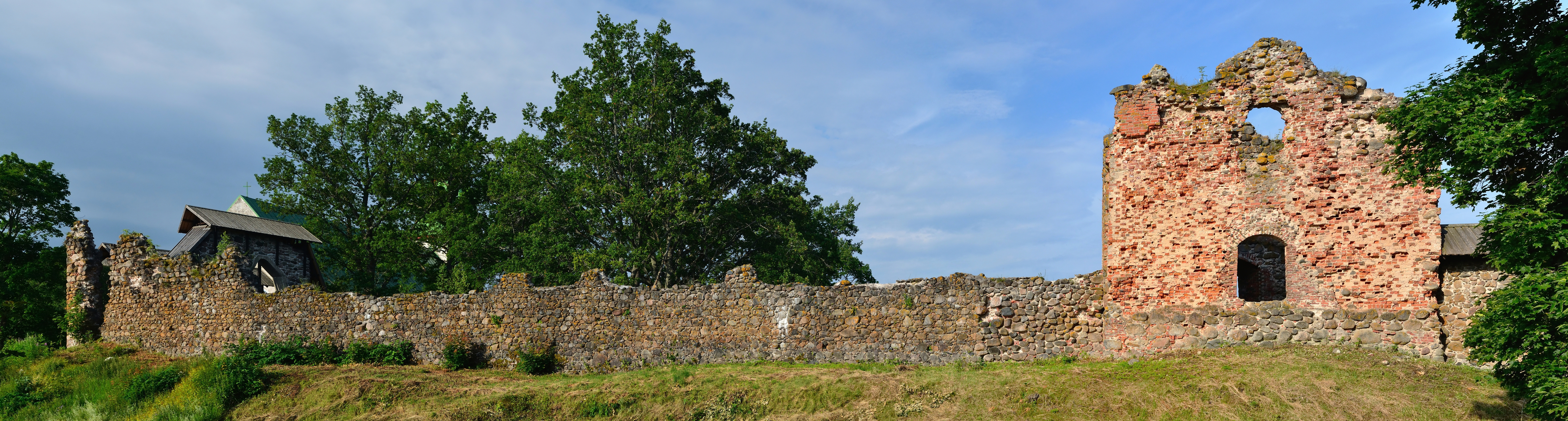
Развалины замка (городища) Каркси

## История

### Ливонский крестовый походиРусско-ливонская война
Впервые в писаниях про замок Каркси упоминается земля — Сакала (эст. Sakalas), на которой Ливонский орден построил замок Каркси, во время Ливонского крестового похода в 1248 году. Есть упоминание в летописях, что во время неудачного похода Витеня на Ливонский орден в 1298 году литовцы опустошали земли вокруг крепости Каркси, а после обманом захватили крепость и уничтожили.
После восстановления замка рыцарями он был сожжён повторно в 1329 году. Первоначально замок был деревянным. Но после его сожжения в 1298 году магистр ордена Госвин фон Герике (эст. Gosvin von Herike) в 1357 году приказал построить на месте разрушенной крепости каменный замок и окружить его стеной. 
В 1366 году во время очередного похода литовцев против ливонцев замок был уничтожен.
Замок Каркси был целью многочисленных военных походов. В 1481 году во время Русско-ливонской войны (1480—1481) русское войско взяло могущественную каменную крепость Каркси.

### Северная война
Каркус отошёл к шведам в сентябре 1564 года по договору, заключенному в сентябре 1564 года с русскими. Затем поляки несколько раз пытались безуспешно отвоевать замок. 25 февраля 1573 года русские войска смогли завоевать Каркси без особых проблем. Русские уступили Каркси их тогдашнему союзнику герцогу Магнусу (нем. Magnus). Крепость оставалась в его владениях до 1578 года.

Словесные и письменные наставления для Магнуса от Государя: 
«Король Магнус! иди с супругою в удел, для вас назначенный. Я хотел ныне же вручить тебе власть и над иными городами Ливонскими вместе с богатым денежным приданым; но вспомнил измену Таубе и Крузе, осыпанных нашими милостями… Ты сын Венценосца и следственно могу иметь к тебе более доверенности, нежели к слугам подлым; но — ты человек! Если изменишь, то золотом казны моей наймешь воинов, чтобы действовать заодно с нашими врагами, и мы принуждены будем своею кровию вновь доставать Ливонию. Заслужи милость постоянною, испытанною верностию!»

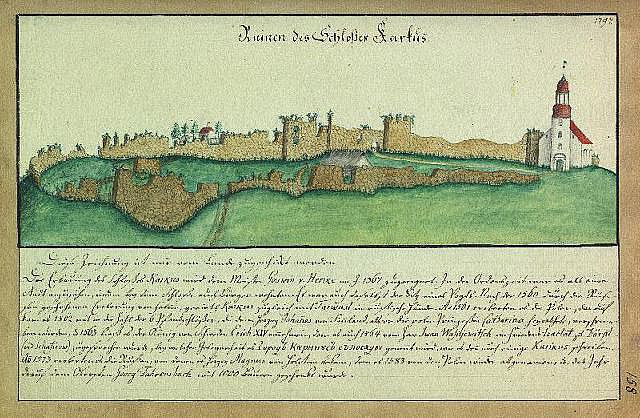
Руины замка Каркус, скан из книги Иоганна Кристофа Бротце «Собрание различных памятников Лифланда», 1797 год

Долгое время замок Каркси был во владениях Польши. В 1600 году замок был захвачен шведами, и был на их территории до 1602 года, когда поляки отвоевали его обратно. Но в 1621 году Каркси всё-таки переходит во владения шведов.
Окончательно замок был закреплен за шведами 16 сентября 1629 году по Шведо-Польскому мирному договору в Альтмарке. Шведы восстанавливать сам замок не стали, так как за время многочисленных войн он был полностью разрушен.
В 1703 году, во время Северной войны, замок был захвачен русскими войсками. Немного позже в 1708 году, по приказу Петра I замок был окончательно разрушен и с тех времен стоит в руинах.

### ПослеЛивонской войныиCеверной войны

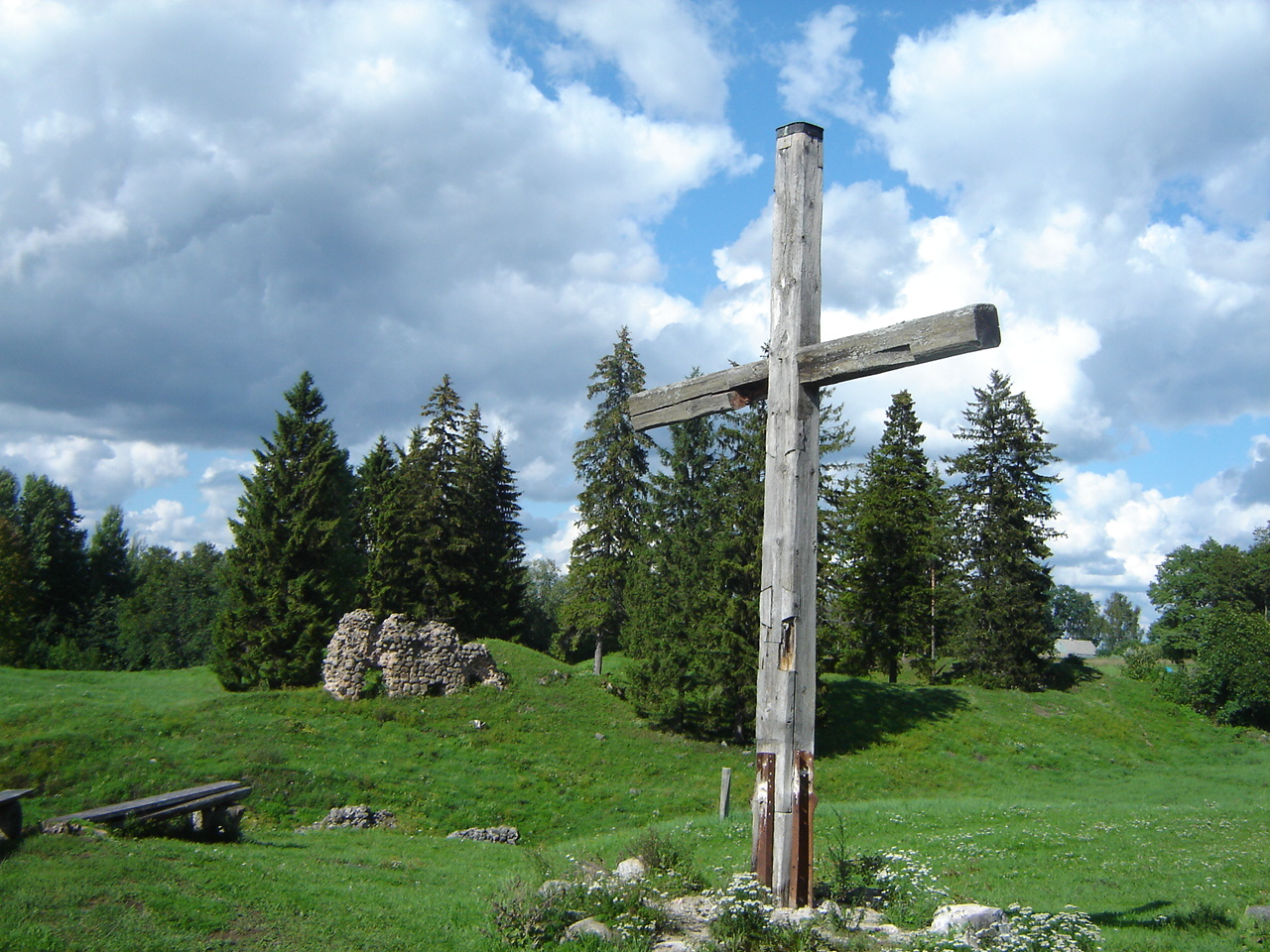
Центральная часть бывшего замка

После Ливонской войны и особенно после Cеверной войны возле Каркси начали строить поместье Шклосс Каркси (эст. Schloß Karkus). Поместье стало центром крепости. В 1747 году императрица России Елизавета подарила усадьбу Каркси Георгу фон Ливенилю (эст. Georg von Lievenile). В 1795 году поместье перешло в собственность Иоганна фон Видимайери (эст. Weidemeyeri). С 1800 года, до передачи в 1919 году, усадьба принадлежала семье Дунтен (эст. Duntenite). Последним владельцем усадьбы был Райнхард фон Дунтен-Далвигк (эст. Dunten-Dalwigk), полное название Райнхард Граф Дунтен Барон Далвигк-Шоенбург-Лиштенфелс (эст. Reinhard Graf Dunten Baron Dalwigk-Schauenburg-Lichtenfels).